# گومور (شاهبوز)
گومور (به لاتین: Gömür، به ارمنی: گهنیک Գեհենիք) یک منطقه مسکونی در جمهوری آذربایجان است که در شهرستان شاهبوز واقع شده است. گومور ۴۸۲ نفر جمعیت دارد.